# Industrie minière en Roumanie

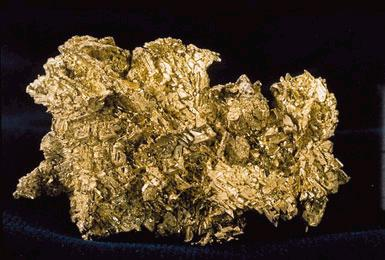
La Roumanie possède le plus grand gisement d'or d'Europe continentale.

La Roumanie se classe au dixième rang mondial en termes de diversité des minéraux produits dans le pays. Environ 60 minéraux différents sont actuellement produits en Roumanie. Les gisements minéraux les plus riches du pays sont l'halite (chlorure de sodium).
La Roumanie est un producteur de pétrole, mais le niveau de production n'est pas suffisant pour rendre le pays autosuffisant. En conséquence, c'est un importateur net de pétrole et de gaz.
Le réseau de pipelines en Roumanie comprenait 1.738 km pour le pétrole brut, 2.321 km pour les produits pétroliers et 708 km de gazoduc pour le gaz naturel en 1999. Plusieurs nouveaux pipelines majeurs sont prévus, notamment le gazoduc Nabucco pour les champs pétrolifères de la mer Caspienne, le plus long du monde.
Selon le World Factbook de la CIA, les autres ressources naturelles comprennent: le charbon, le minerai de fer, le cuivre, le chrome, l'uranium, l'antimoine, le mercure, l'or, la barytine, le borate, la célestine (strontium), l'émeri, le feldspath, le calcaire, la magnésite, le marbre, la perlite, la pierre ponce, pyrites (soufre), l'argile, des terres arables et l'hydroélectricité. Dans la région de Roșia Montană se trouve le plus grand gisement d'or d'Europe continentale, estimé à plus de 300 tonnes d'or et 1.600 tonnes d'argent pour d'une valeur totale de 3 milliards de dollars.
La production minérale de la Roumanie est suffisante pour fournir sa production manufacturière. Les besoins énergétiques sont également satisfaits par l'importation de charbon bitumineux et d'anthracite et de pétrole brut. En 2007, environ: 13,4 millions de tonnes de charbon anthracite, environ 4.000 tonnes de tungstène, 565.000 tonnes de minerai de fer et 47.000 tonnes de minerai de zinc ont été extraites. De moindres quantités: de cuivre, de plomb, de molybdène, d'or, d'argent, de kaolin et de fluorite ont également été extraites.
En 2016, Gabriel Resources a lancé un arbitrage et a annoncé qu'il réclamait 4,4 milliards de dollars de dommages et intérêts à la Roumanie auprès de la Banque mondiale. Il accuse la Roumanie de bloquer injustement le projet de 2 milliards de dollars de la société visant à créer l'une des plus grandes mines d'or du continent,.

## En chiffres
En 2004, selon Europaworld.com, les principales industries minières en milliers de tonnes étaient : 
- houille brune (dont lignite) : 31.592
- pétrole brut : 5.465
- minerai de fer : 275
- cuivre 786,8
- concentrés de plomb : 15
- concentrés de zinc : 18,6
- sel (non raffiné): 2.398
- gaz fossile (millions de mètres cubes) : 13.290